# Chiesa di Santa Maria Assunta (Maguzzano)
La chiesa di Santa Maria Assunta di Lonato, è un edificio religioso parte del complesso dell'Abbazia di Maguzzano, situato nella località omonima del comune di Lonato del Garda, in provincia di Brescia e diocesi di Verona.

## Storia
Le vicende della chiesa intitolata a  santa Maria Assunta si collegano a quelle della vicina abbazia di Maguzzano e della comunità di Maguzzano e Barcuzzi.
I primi insediamenti nella zona risalgono probabilmente al 600 a.C.. Documenti di epoca romana farebbero pensare alla presenza di una villa e di una via romana. Il ritrovamento di frammenti di murature farebbero risalire la costruzione di una chiesa intorno all'VIII secolo.
Distrutta nel X secolo dagli Ungari, la chiesa fu ricostruita e dotata di recinzione e di torretta di avvistamento.
Dal 1190 abbiamo informazioni più certe dall'archivio dei monaci. In questa data, il papa Clemente III concesse ai monaci dell'abbazia l'indipendenza da Verona e l'autogestione del territorio.
Nel passaggio tra il XIV e il XV secolo, le guerre tra Milano, Verona e Mantova, le discordie tra i comuni confinanti e problemi di carattere finanziario costrinsero i monaci a rifugiarsi all'interno di Lonato, dando in locazione l'abbazia.
Nel 1424, don Francesco Grana da Bergamo a seguito di un breve di papa Martino V fu investito della reggenza del convento. Da allora si succedettero una serie di commendatari fino al 1463, quando l'abbazia fu affidata alla Congregazione di Santa Giustina. Presto, però, la Congregazione si rese conto delle critiche condizioni dell'abbazia e decise di affidarla alla tutela dell'abbazia di San Benedetto in Polirone che ricostruì l'intero complesso monastico.
Il 9 ottobre 1491 iniziarono i lavori per la costruzione della nuova chiesa e della nuova abbazia corrispondenti a quelle attuali.
Sotto la gestione del Polirone, Maguzzano visse un periodo di relativa tranquillità fino al 1797 quando, con l'occupazione del bresciano da parte dei francesi dell'Armata d'Italia e l'istituzione della repubblica Bresciana e di quella Cisalpina, il monastero fu soppresso. Il patrimonio materiale passò in mano di privati.
L'abbazia rimase vuota per lungo tempo, tranne durante i soggiorni estivi dei collegiali del Bagatta di Desenzano. Dal 1904 fu abitata da una comunità di frati ordine dei trappisti cistercensi francesi provenienti dall'Algeria.
Nel 1938 fu acquistata dalla Congregazione dei poveri servi della Divina Provvidenza che la adibì a seminario minore. Durante la seconda guerra mondiale l'abbazia fu occupata dall'esercito tedesco che la impiegò come deposito, abbandonandola il 28 aprile 1945.
Dal dopoguerra, la chiesa è parrocchiale della comunità di Maguzzano e Barcuzzi.

### Restauro
Dal 1992 al 2008 la chiesa è stata oggetto di un'estesa campagna di interventi che hanno riguardato la conservazione delle superfici intonacate, sia interne che esterne, ed in ultimo, la messa in sicurezza sismica della struttura. I lavori eseguiti all'interno della chiesa hanno evidenziato la presenza sulla volta e sull'arco trionfale di residui di scialbature e pesanti ritocchi a tempera risalenti ad un intervento eseguito dopo il terremoto del 1901. In quell'occasione fu eliminato l'intonaco, posto durante la peste del 1630, e ripristinato il colore. I restaurati decori, invece, risultano essere in gran parte quelli originali anche se a tratti rimaneggiati a tempera. Lo stucco che racchiude la pala dell'Assunta appariva molto consunto e pesantemente rimaneggiato nell'800. Dato lo stato conservativo complessivo delle superfici, è stato effettuato un intervento di pulitura e consolidamento delle decorazioni per assicurarne la conservazione. Il terremoto che ha colpito la zona del lago nel 2004 non ha comportato danni gravi alla chiesa ma si è reso necessario provvedere alla messa in sicurezza della struttura con interventi volti alla riduzione dei danni provocati da eventuali futuri eventi sismici.

## Descrizione

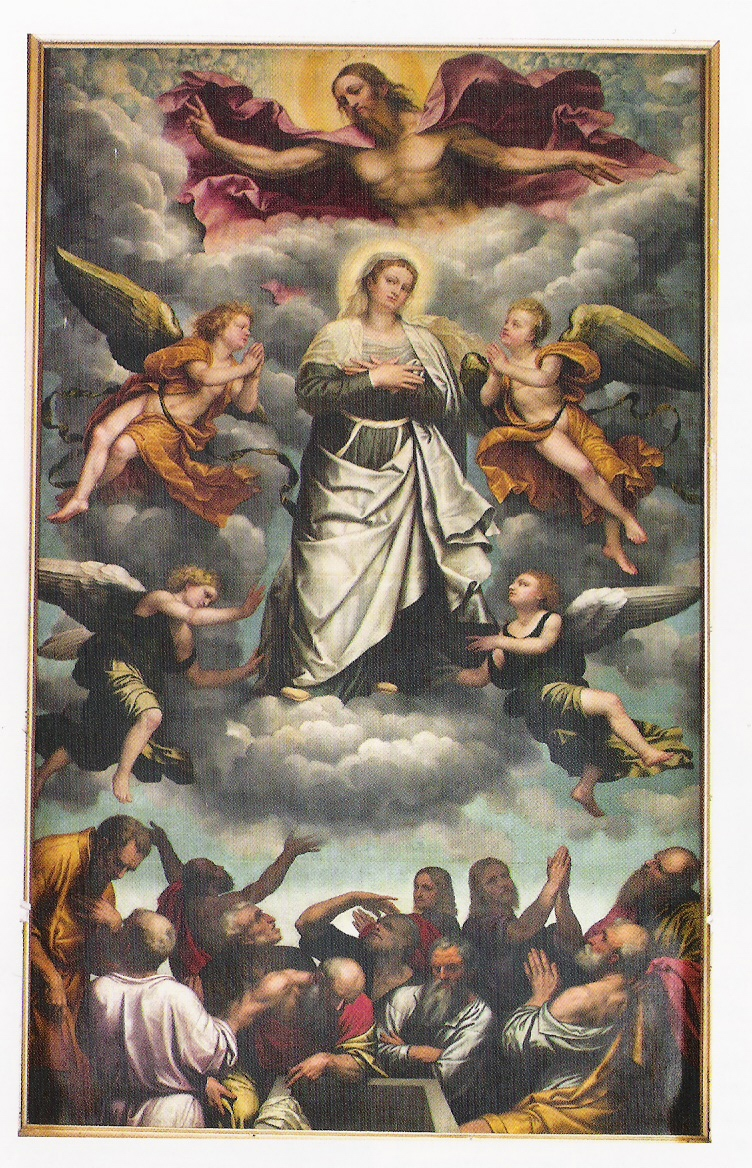
La Pala d'altare del Moretto da Brescia.

### Esterno
Dal sagrato, circondato da una balaustra del 1746, si accede alla chiesa. Costruita negli anni 1491-1496, presenta una facciata a capanna conclusa da tre pinnacoli piramidali e segnata da un profilo d'arco che preannuncia la volta a botte interna. Gli unici elementi decorativi sono la grande finestra rettangolare con una cornice del XVII secolo e il portale d'ingresso ad arco tutto sesto. Il campanile, costruito tra il 1609 e il 1741, è alto 25 m in mattoni a vista con bifore ad arco a tutto sesto. 

### Interno
La chiesa si presenta a navata unica e coperta da una volta a botte decorata con 160 finti cassettoni (36 blu e 124 rossi). Le pareti sono decorate con una fascia a fiorami e putti e suddivisa da cinque arcate per lato. Ogni singola volta delle cappelle laterali è decorata da 16 finti cassettoni colorati per un totale di 160, quanti sono in tutto quelli della navata principale. 
Gli altari delle cappelle sono in marmo policromo risalenti al XVIII. Il presbiterio, diviso dalla navata da un arco trionfale decorato con finte candelabra, è coperto da una volta a vele divise da costoloni decorati con fasci di fiori e frutta. In generale tutte le decorazioni murarie presenti risalirebbero all'epoca di costruzione della chiesa. Gli unici elementi post-databili sono la raffigurazione di angeli adoranti del lunettone della parete di fondo del presbiterio del 1725 (con data riportata in loco) e le decorazioni in finto marmo dell'arco trionfale del XX secolo.
La chiesa ospita opere di importante interesse artistico tra le quali la tela Assunzione di Maria di Alessandro Bonvicino Moretto del 1552, data che sarebbe andata perduta con la cornice dove era indicata.